# Тамкович, Геннадий Михайлович
Геннадий Михайлович Тамкович (1936 — 2006) — советский военный деятель и учёный, организатор исследований космического пространства, доктор технических наук (1988), генерал-майор (1980).  Лауреат Государственной премии СССР (1980) и Государственной премии Российской Федерации (2000).

## Биография
Родился 16 мая 1936 года в городе Нижнеудинске Иркутской области в семье железнодорожника.
В 1953 году окончил с золотой медалью Киевское Суворовское военное училище. С 1953 по 1957 год обучался в Ростовском высшем командно-инженерном училище.
С 1957 года работал на научно-исследовательской работе в Государственном центральном полигоне МО СССР в должностях: начальник стартового отделения, с 1957 по 1960 год — начальник заправочного отделения, с  1960 по 1962 год — инженер группы вычислительного центра. С 1962 по 1964 год — руководитель лаборатории и старший научный сотрудник отдела вычислительного центра 3-го управления. С 1964 по 1967 год обучался в адъюнктуре в Ростовском высшем командно-инженерном училище.
С 1967 на научно-исследовательской работе в 153-м главном испытательном космическом центре в должностях: начальник лаборатории 4-го Управления командно-измерительного комплекса. С 1968 по 1969 год заместитель начальника, и с 1969 по 1971 год — начальник вычислительного центра Центра дальней космической связи. С 1971 по 1973 год заместитель, и  с 1973 по 1975 год — начальник 9-го управления, с 1975 по 1982 год — заместитель начальника 153-го ГИКЦ по научно-исследовательской работе. Г. М. Тамкович внёс весомый вклад в усовершенствование процесса управления космическими аппаратами и внедрение системы автоматизированного управления этими аппаратами.
В 1982 году Г. М. Тамкович был назначен в действующий резерв МО СССР и прикомандирован к Академии наук СССР с назначением заместителем директора Института космических исследований АН СССР и одновременно был назначен  
председателем Государственной комиссии по испытанию и управлению космическими аппаратами научного назначения «Вега», «Астрон», «Океан-ОЭ»,  «Гранат», «Интербол», специализированных научно-исследовательских спутников Земли «Прогноз».
В 1968 году Г. М. Тамковичу было присвоено учёное звание кандидат технических наук, в 1988 году — доктор технических наук. В 1995 году ему было присвоено почётное звание — Почётный академик Российской академии космонавтики имени К. Э. Циолковского.
Скончался 22 февраля 2006 года в Москве, похоронен на Хованском кладбище.

## Награды
- Орден Трудового Красного Знамени (1990)
- Орден «За службу Родине в Вооруженных Силах СССР» III степени (1975)
- Орден «Знак Почета» (1975)

### Премии
- Государственная премия Российской Федерации (2000 — «За результаты астрофизических исследований в рентгеновских и мягких гамма-лучах: наблюдения черных дыр и нейтронных звезд с орбитальной обсерватории "ГРАНАТ" в 1990—1998 годах (цикл работ)»)[4]
- Государственная премия СССР (1980 — «За разработку и ввод в эксплуатацию автоматизированного комплекса "Скат"»)[1][2]